# Level-5
Level-5 Inc. (株式会社レベルファイブ, Kabushiki gaisha Reberu Faibu) é um estúdio desenvolvedor independente de videogames e editor baseado fora de Fukuoka, no Japão. A empresa, que emprega atualmente cerca de trezentos indivíduos, foi fundada em Outubro de 1998 por Akihiro Hino depois que ele se afastou da antiga empresa japonesa Riverhillsoft. Hino desenha, planeja e produz todos os jogos da Level-5, bem como servindo simultaneamente, como atual Presidente e CEO da companhia.
Desde a sua criação, Level-5 tem existido tido relação muito próxima com a Sony Computer Entertainment, com a maioria dos seus títulos financiados e produzidos em conjunto com a editora. Desde a libertação do Professor Layton e os Curious Village para o Nintendo DS no início de 2007, no entanto, a empresa já começou a diversificar os seus produtos e centrando-se mais na autofinanciamento e autopublicado seus títulos no Japão.

## História
O primeiro título desenvolvido pela Level-5 foi o famoso RPG Dark Cloud, desenvolvido no âmbito de um contrato inicialmente pela Sony Computer Entertainment para o lançamento japonês do PlayStation 2 em Março de 2000. No entanto, ela foi adiada PS2 antes do lançamento para permitir maior desenvolvimento e, eventualmente foi lançado no Japão no dia 14 de dezembro de 2000, e da população em 2001. O jogo foi um sucesso imediato para a empresa, vendendo pouco menos de um milhão de unidades em todo o mundo, começou a trabalhar imediatamente em uma sequência intitulado de Dark Chronicle (Dark Cloud 2 na América do Norte), que, embora não esteve sucedidos em primeiro lugar, ainda ganhou aclamação crítica e vendeu mais de meio milhão de unidades em todo o mundo.
Meio de 2002, a empresa teve um impulso substancial no reconhecimento, uma vez que iniciou o desenvolvimento em três grande projetos:
True Fantasy Live Online para Microsoft, um MMORPGque se tornou um dos principais títulos para o Xbox e Xbox Live no Japão antes de ter sido brutalmente cancelado em 2004.
Dragon Quest VIII: Journey of the Cursed King para a Enix (atualmente Square Enix), que tinha autorizado a Level-5 desenvolver o título, sob a supervisão do famoso designer Yuji Horii e sua equipe no Armor Project.
Rogue Galaxy, o terceiro  RPG do estúdio para a Sony Computer Entertainment, com um orçamento maior e mais liberdade para a criativa do que os suas anteriores produções com a editora.